# Wronin (województwo małopolskie)

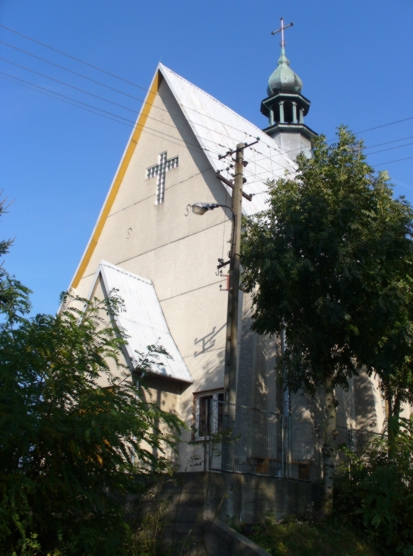
Wroniński kościół

Wronin – wieś w Polsce położona w województwie małopolskim, w powiecie proszowickim, w gminie Koniusza.
Wieś położona w końcu XVI wieku w powiecie proszowskim województwa krakowskiego była własnością klasztoru kanoników regularnych Świętego Ducha w Krakowie. W latach 1975–1998 miejscowość należała administracyjnie do województwa krakowskiego.

## Części wsi
| SIMC    | Nazwa      | Rodzaj    |
| ------- | ---------- | --------- |
| 0323950 | Drożyska   | część wsi |
| 0323967 | Nawrotka   | część wsi |
| 0323973 | Ostrowiec  | część wsi |
| 0323980 | Przezdno   | część wsi |
| 0323996 | Przymiarki | część wsi |
| 0324004 | Stoki      | część wsi |
| 0324010 | Zadębowiec | część wsi |

## Historia
Nazwa wsi pochodzi od przezwiska Wrona lub Wronek, które nosił założyciel wsi. Trudno określić, kiedy to miało miejsce, gdyż przed 1222 rokiem biskup krakowski Iwo Odrowąż, założywszy szpital (przytułek) dla ubogich na Prądniku pod Krakowem i osadziwszy przy nim braci szpitalnych św. Ducha, nadał mu jako uposażenie dwie wsie: Wronin Wielki i Wronin Mały („villam ronin utramque Majorem scilicet et Minorem...”). Wcześniej jednak Wronin należał do biskupów krakowskich. Wieś zatem mogła istnieć już w X–XI wieku. W roku 1306 Władysław I Łokietek przeniósł Wronin (Wronin Wielki) na prawo niemieckie.
Jan Długosz w Liber Beneficiorum (1470–80) podaje, że wieś należy do klasztoru św. Ducha na Prądniku (w Krakowie) i we wsi było 14 łanów kmiecych, z których każdy dawał po 2 grzywny czynszu i odrabiał jeden dzień pańszczyzny w tygodniu własnym wozem lub pługiem. W zamian należało płacić po 3 grzywny czynszu. Dodatkowo z każdego łanu oddawano po 30 jaj, po mierze żyta i dwie miary owsa, 4 kapłony i 4 grosze. W tym czasie jeden łan rozdzielono między karczmarza z karczmy i 3 zagrodników. Zagrodnicy ci odrabiali po jednym dniu pieszo tygodniowo. Czynszu nie płacili. Dziesięcinę kmiecie oddawali do prebendy Karniowskiej w kanonii krakowskiej, ale z folwarku dziesięcinę pobierał zakon św. Ducha. Ponadto we wsi był folwark klasztorny.
Zgodnie z rejestrem poborowym z roku 1581 klasztor płacił pobór od 8 ½ łana kmiecego, 3 zagrodników z rolą, 4 komorników z bydłem i 6 komorników bez bydła.
Do końca XIX wieku Wronin należał do parafii pw. św. Mikołaja w Czulicach, a obecnie do parafii pw. Wniebowzięcia NMP w Biórkowie Wielkim. Również od wczesnego średniowiecza do połowy XV wieku wieś znajdowała się pod jurysdykcją kasztelana brzeskiego, a od końca XV wieku do 1795 roku Wronin należał do powiatu proszowickiego.
Rejestr poborowy województwa krakowskiego z roku 1629 informuje, że Krzysztof Łoś oddał w imieniu właściciela — braci zakonu św. Ducha z Krakowa, pobór ze wsi od 8 ¼ łana kmiecego, 3 zagród z rolą, 4 komorników z bydłem i 6 komorników bez bydła. Łącznie pobór ze wsi wynosił 42 floreny i 8 groszy. Rejestr z roku 1680 nie wykazał prawie żadnych zmian, ubył tylko ¼ łanu kmiecego. Pobór wyniósł 380 florenów i 12 groszy.
W latach 1783–1792 Wronin, wspólnie z Wrońcem i zabudowaniami karczmy Opalona przy drodze do Proszowic, należał do dóbr szpitala św. Ducha w Krakowie. Dobra te obejmowały łącznie 39–40 domów (dwa dwory i dwa folwarki, 2 karczmy (w tym: karczma Opalona z 2 zabudowaniami i 10 mieszkańcami, z których 4–6 osób to Żydzi). Ponadto w dobrach tych było 5 zagród kmiecych, 25 zagród zagrodników z rolą, 1 zagroda chałupnika z tzw. ogrodem, 3 komorników i 1 rzemieślnik. Łącznie było tu 154–184 osób (w tym: 4–10 Żydów). W dworach mieszkało 6 przedstawicieli szlachty. Sam Wronin liczył 27–30 domów (w tym dwór i folwark, karczma, browar (prowadzony przez rodzinę żydowską) i 3 zagrody kmieci, kuźnia z kowalem i 21 zagród zagrodników i 1–2 chałupników) i mieszkało tu 80–100 osób.
W roku 1827 wieś liczyła 34 gospodarstwa (domy) i 245 mieszkańców. Około roku 1880 folwark poduchowny mający 782 morgi (łącznie z wronieckim) nabył na licytacji za 72400 srebrnych rubli niejaki Suchecki. W roku 1883 folwark ten obejmował 516 mórg gruntów ornych i ogrodów, 47 mórg łąk, 11 mórg pastwisk, 61 mórg lasu i zarośli i 24 morgi nieużytków oraz placów. Dwór i zabudowania folwarczne składały się z 1 budynku murowanego i 13 drewnianych.
Od 1 połowy XIX wieku do połowy XX wieku Wronin należał do gminy Wierzbno.
Znajduje się tam ochotnicza straż pożarna, kaplica, boisko do piłki nożnej, oraz sala dyskotekowa.
Patronem kaplicy jest Święty Florian.